# Peter Sutcliffe
Peter William Sutcliffe, född 2 juni 1946 i Bingley i West Yorkshire, död 13 november 2020 i fängelse i County Durham, var en brittisk seriemördare, som fick öknamnet The Yorkshire Ripper. Sutcliffe dömdes 1981 till livstids fängelse för mord på 13 kvinnor och misshandel av flera andra. I över 30 år var han placerad på mentalsjukhuset Broadmoor Hospital i Berkshire.  Han avled av Covid-19.
Efter att han dömts, började Sutcliffe använda sin moders flicknamn Coonan och kallade sig Peter William Coonan.

## Biografi
Han slutade skolan vid 15 års ålder och arbetade bland annat som dödgrävare, på fabrik och som försäljare. Han gifte sig 1974, men hans hustru fick flera missfall och de fick veta att de inte kunde få barn. De flyttade till Heaton i West Yorkshire 1977 och bodde där fram till Sutcliffe anhölls för mord 1981.

## 1975–1976
Han begick sin första dokumenterade misshandel natten den 5 juli 1975 i Keighley. Han attackerade en 36-årig kvinna med en kulhammare och knivhögg henne i magen. I augusti högg han en 46-årig kvinna i ryggen. Båda kvinnorna överlevde, men traumatiserades. I augusti slog han en 14-årig flicka i huvudet fem gånger. Han dömdes inte för denna misshandel, men erkände den 1992.
I oktober 1975 dödade han en 28-årig fyrabarnsmor. Han slog henne två gånger med en hammare innan han högg henne 15 gånger i halsen, bröstkorgen och magen. Det fanns spår av sperma på baksidan av hennes trosor. En av hennes döttrar begick självmord i december 2007.
Sutcliffe begick sitt nästa mord i januari 1976 då han högg en 46-årig prostituerad hemmafru 51 gånger med en skruvmejsel. I maj samma år attackerade han en 20-årig liftare med hammare. Hon överlevde och kunde vittna mot honom.

## 1977–1979
Nästa mord ägde rum i februari 1977. Han attackerade en 28-årig prostituerad med en hammare. När hon var död stympade han liket med en kniv. Två månader senare dödade han en 32-årig prostituerad i hennes lägenhet. I juni dödade han en 16-åring, hans yngsta offer. Han misshandlade en 42-åring svårt i juli. I oktober mördade han en 20-årig prostituerad från Manchester. Hon hittades 10 dagar senare och det visade sig att hon hade flyttats flera dagar efter att hon mördats. Sutcliffe erkände senare att det berodde på att han hade gett henne en av de nya fempundssedlarna och att den eventuellt skulle kunna spåras tillbaka till honom. Han hittade dock varken sedeln eller hennes handväska. Han försökte skära av hennes huvud med en glasskärva och en metallsåg för att lura polisen att det inte var The Yorkshire Ripper som mördat henne.
Polisen hittade sedeln och den kunde spåras till en viss bank och till 8 000 möjliga anställda varav en fått den i lön. Under tre månader förhördes 5 000 personer, däribland Sutcliffe, men polisen lyckades inte binda honom till brotten. Den mördade kvinnan hittades av skådespelaren Bruce Jones som då arbetade på mejeri. Han hade en koloniträdgård i närheten av platsen där offret låg. I december överföll Sutcliffe en 25-årig prostituerad, men kvinnan överlevde och kunde beskriva honom för polisen. Polisen hittade däckspår som stämde överens med spår från en av de tidigare brottsplatserna.
Polisen fortsatte att söka efter den person som fått fempundssedeln i lön. Sutcliffe förhördes och kontaktades flera gånger av utredningsgruppen, men man undersökte honom inte närmare. I januari mördade han två prostituerade: en 21-åring och en 18-åring. I maj mördade han en 40-årig kvinna på en parkering.
Det gick nästan ett år innan Sutcliffe mördade igen. Under denna period dog hans mor, 59 år gammal. I april 1979 mördade han en 19-årig banktjänsteman. Ett inspelat meddelande hånade den polis som ledde utredningen. Polisen började söka efter en man med en Wearside-accent, men det hela visade sig vara en bluff. Mannen som kom att kallas Wearside Jack skickade två brev undertecknade "Jack the Ripper" till polisen i vilka han skröt om sina brott. Han dömdes 2006 till åtta års fängelse.
I september mördade Sutcliffe en 20-årig student. Sutcliffe förhördes två gånger av polisen 1979, men betraktades inte som ett viktigt spår. Totalt hördes han av polisen nio gånger.

## 1980–1981
I april anhölls Sutcliffe för rattfylleri. Under tiden han väntade på rättegång dödade han ytterligare två kvinnor, en 47-åring och en 20-åring. Han attackerade även en 34-åring och en 16-åring som överlevde. I november anmälde Sutcliffes vänner honom till polisen som misstänkt, men informationen försvann. Vännerna trodde att polisen undersökt honom och avskrivit honom.
I början av januari 1981 stoppades Sutcliffe och en 24-årig prostituerad i en bil med falska nummerplåtar. Han anhölls och utfrågades angående Yorkshire Ripper-morden. De hittade en kniv, en hammare och ett rep. Sutcliffe hade även lyckats gömma en kniv i en toalettcistern på polisstationen. När de klädde av honom upptäckte man att han bar en v-ringad tröja under byxorna, med ärmarna dragna över knäna och v-ringningen vid hans könsorgan. Det var stoppning vid knäna. Den här informationen släpptes inte till allmänheten förrän 2003, i boken Wicked Beyond Belief: The Hunt for the Yorkshire Ripper av Michael Bilton.
Efter två dagars intensiv utfrågning erkände Sutcliffe att han var the Yorkshire Ripper och beskrev lugnt attackerna. Några veckor senare hävdade han att Gud hade sagt åt honom att döda kvinnorna. Han förklarade sig oskyldig till mord i dessa 13 fall, men erkände dråp med nedsatt ansvar (diminished responsibility). Han menade att han agerade som Guds verktyg och att han börjat höra röster under tiden han arbetade som dödgrävare. Han erkände sig skyldig till sju fall av mordförsök. Fyra psykiatrer gav honom diagnosen paranoid schizofreni, men det ogillades av domaren som menade att saken skulle prövas av en jury. Rättegången varade i två veckor. Sutcliffe ansågs vara skyldig på alla punkter och han dömdes till 20 livstidsdomar för 13 mord och 7 mordförsök . Domaren menade att Sutcliffe aldrig bör släppas fri, men att han borde sitta minst 30 år innan han skulle kunna få villkorlig frigivning. 2010 blev domen ändrad till livstid utan benådning.

## Fängelse och Broadmoor Hospital
Sutcliffe kom till HMP Parkhurst den 22 maj 1981. Även om han ansågs frisk vid rättegången fick han snart diagnosen schizofreni. Man försökte få honom förflyttad till en säker psykiatrisk klinik, men det förhindrades till en början. Under denna period blev han svårt misshandlad för första gången, av en 35-årig yrkeskriminell från Glasgow som misshandlade honom med en trasig kaffeburk så Sutcliffe fick sy 30 stygn.  I mars 1984 skickades Sutcliffe till Broadmoor Hospital. Han skildes från sin fru 1994. I februari 1996 blev han utsatt för ett mordförsök då en annan intagen försökte strypa honom med sladden till ett par hörlurar, men han skrek och räddades av två intagna. I mars 1997 skadade en annan intagen hans syn med en penna, så han förlorade synen helt på det vänstra ögat och det högra skadades kraftigt. I december 2007 attackerades han återigen.

### Whole life order
I samband med en begäran om tidsbestämt straff ändrades Sutcliffes livstidsdom i juli 2010 till en så kallad whole life order, det vill säga livstid utan benådning.

## Överförd till vanligt fängelse
I augusti 2016 blev det känt att Sutcliffe inte längre behövde behandling mot någon mental sjukdom och att han därför kunde bli förflyttad till ett vanligt fängelse. En sådan flytt krävde godkännande av det engelska justitiedepartementet. Sutcliffe dog på University Hospital of North Durham av komplikationer av COVID-19 den 13 november 2020, 74 år gammal. Två veckor tidigare hade han vårdats på samma sjukhus för en misstänkt hjärtinfarkt innan han skickats tillbaka till fängelset
.

## Offer
Peter Sutcliffe dömdes för mord på följande kvinnor:
| Datum            | Offer                     | Fyndplats                                                           |
| ---------------- | ------------------------- | ------------------------------------------------------------------- |
| 30 oktober 1975  | Wilma McCann, 28 år       | Prins Phillip-lekplatsen, Leeds                                     |
| 20 januari 1976  | Emily Jackson, 46 år      | Manor Street, Leeds                                                 |
| 5 februari 1977  | Irene Richardson, 28 år   | Roundhay Park, Leeds                                                |
| 23 april 1977    | Patricia Atkinson, 32 år  | Lägenhet 3, 9 Oak Avenue, Bradford                                  |
| 26 juni 1977     | Jayne MacDonald, 16 år    | Äventyrslekplatsen, Reginald Street, Leeds                          |
| 1 oktober 1977   | Jean Jordan, 20 år        | Jordlott nära Southern Cemetery, Manchester                         |
| 21 januari 1978  | Yvonne Pearson, 21 år     | Under en kasserad soffa på soptippen på Arthington Street, Bradford |
| 31 januari 1978  | Helen Rytka, 18 år        | Brädgården på Great Northern Street, Huddersfield                   |
| 16 maj 1978      | Vera Millward, 40 år      | Sjukhusparkeringen vid Manchester Royal Infirmary                   |
| 4 april 1979     | Josephine Whitaker, 19 år | Savile Park, Halifax                                                |
| 2 september 1979 | Barbara Leach, 20 år      | Bakom Ashgrove 13, Bradford                                         |
| 20 augusti 1980  | Marguerite Walls, 47 år   | I trädgården till huset "Claremont", New Street, Farsley, Leeds     |
| 17 november 1980 | Jacqueline Hill, 20 år    | Soptippen på Alma Road, Headingley, Leeds                           |

### Översättning
Den här artikeln är helt eller delvis baserad på material från engelskspråkiga Wikipedia.